# Propanoil-KoA C-aciltransferaza
Propanoil-KoA C-aciltransferaza (EC 2.3.1.176, peroksizomalna tiolaza 2, sterolni nosilac protein-chi, SCPchi, PTE-2) je enzim sa sistematskim imenom 3alfa,7alfa,12alfa-trihidroksi-5beta-holanoil-KoA:propanoil-KoA C-aciltransferaza. Ovaj enzim katalizuje sledeću hemijsku reakciju
3alfa,7alfa,12alfa-trihidroksi-5beta-holanoil-KoA + propanoil-KoA {\displaystyle \rightleftharpoons } KoA + 3alfa,7alfa,12alfa-trihidroksi-24-okso-5beta-holestanoil-KoA
Ovaj takođe deluje na dihidroksi-5beta-holestanoil-KoA i druge acil-KoA derivate razgranatog lanca.

## Literatura
- Nicholas C. Price; Lewis Stevens (1999). Fundamentals of Enzymology: The Cell and Molecular Biology of Catalytic Proteins (Third изд.). USA: Oxford University Press. ISBN 019850229X.
- Eric J. Toone (2006). Advances in Enzymology and Related Areas of Molecular Biology, Protein Evolution (Volume 75 изд.). Wiley-Interscience. ISBN 0471205036.
- Branden C; Tooze J. Introduction to Protein Structure. New York, NY: Garland Publishing. ISBN 0-8153-2305-0.
- Irwin H. Segel. Enzyme Kinetics: Behavior and Analysis of Rapid Equilibrium and Steady-State Enzyme Systems (Book 44 изд.). Wiley Classics Library. ISBN 0471303097.

## Spoljašnje veze
- Propanoyl-CoA+C-acyltransferase на 